# Luciano Ligabue
Luciano Ligabue, generalmente conocido como Ligabue o Liga (Correggio, Provincia de Reggio Emilia, 13 de marzo de 1960) es un músico, compositor, escritor, poeta y director  de cine italiano.

## Biografía

### El músico
Después de haber desempeñado los trabajos más variados, entre ellos bracero, obrero del metal, empleado administrativo, locutor radiofónico, comerciante, promotor e incluso concejal, en 1987 funda, junto con algunos amigos, el grupo musical amateur Orazero con el que participa en diversos concursos provinciales y nacionales con temas originales como «Sogni di rock'n 'roll», «Anime in plexiglass», «Bar Mario» y «Figlio d'un cane». Descubierto por Pierangelo Bertoli, que graba algunos de sus temas, en 1990 se lo presenta a su productor, Angelo Carrara, para grabar un disco. Desde ese momento, Ligabue se convierte en una de las estrellas del rock más seguidas y amadas, con álbumes superventas y que recibirán múltiples premios.
Sus canciones conquistan el corazón de un público juvenil: basta citar «Balliamo sul mondo», «Ho messo via», «Ho perso le parole», «Il mio nome è mai più» (grabado con su amigo y rival floretino Piero Pelù y a Jovanotti, que juntos firman como Ligajovapelù), «L'odore del sesso», «Urlando contro il cielo», «Questa è la mia vita», «Tutte le strade portano a te» y, sobre todo, «Certe notti», pieza que logró un gran éxito a finales de los años noventa del pasado siglo, hasta el punto de que los lectores de una conocida revista musical la votaron como la «canción italiana del siglo».

### El escritor
Se dedica también a la literatura y obtiene un gran éxito de crítica y público con la colección de 43 relatos Fuori e dentro il borgo (1997), ganando, entre otros, los premios Elsa Morante y Città di Fiesole. Su primera novela aparece en 2004, La neve se ne frega, que alcanza pronto los primeros puestos de las listas de ventas. Ese mismo año es nombrado por la Universidad de Teramo licenciado honoris causa en Edición, Comunicaciones Multimedia y Periodismo.

### El cineasta
Se dedica también al cine y debuta como director en 1998 con Radiofreccia, relato ligeramente autobiográfico, melancólico, sobre el último día de transmisión de una radio privada cuya vida transcurre paralela a la de un grupo de amigos. Película artísticamente relevante, madura, técnicamente sorprendente si se tiene en cuenta que es la opera prima de un artista completamente ajeno al cine. Se presenta fuera de concurso al Festival de Venecia, logrando un gran éxito de crítica y público y obteniendo tres David de Donatello (entre ellos el de mejor director debutante para el propio Ligabue), dos Nastri d'argento, un Globo d'oro y tres Ciak d'oro.
Tres años más tarde dirige DaZeroaDieci, historia generacional sobre cuatro amigos que se reencuentran después de veinte años para pasar un fin de semana en Rímini. Aunque valorado por la crítica, esta vez el film solo logra la candidatura a un Nastro d'Argento.

## Discografía

### Álbumes en estudio
- Ligabue (1990)
- Lambrusco coltelli rose & popcorn (1991)
- Sopravvissuti e sopravviventi (1993)
- A che ora è la fine del mondo (1994)
- Buon compleanno Elvis (1995)
- Radiofreccia (1998)
- Miss Mondo (1999)
- Fuori come va? (2002)
- Nome e Cognome (2005)
- Arrivederci, Mostro! (2010)
- Mondovisione (2013)
- Made in Italy (2016)
- Start (2019)
- 7  (2020)

### Álbumes en directo
- Su e giù da un palco (1997)
- Giro d'Italia (álbum) (2003)
- Sette notti in Arena (2009)

### Recopilatorios
- Primo Tempo (2007)
- Secondo Tempo (2008)

### Colaboraciones
- Tributo ad Augusto (1995)

## Filmografía
Ligabue ha sido el guionista y director de las siguientes películas:
- Radiofreccia (1998)
- DaZeroaDieci (2002)
- Made in Italy (2018)

### Escritor
- Fuori e dentro il Borgo (1995)
- La neve se ne frega (2004)